# Картухай
Картуха́й — деревня в Качугском районе Иркутской области России. Входит в Верхоленское муниципальное образование. 
Находится на правом берегу Лены, в 8 км к югу от центра сельского поселения, села Верхоленск.

## Население
| 2002 | 2010 | 2011 | 2012 |
| ---- | ---- | ---- | ---- |
| 19   | ↘10  | →10  | ↗11  |

По данным Всероссийской переписи, в 2010 году в деревне проживало 10 человек (7 мужчин и 3 женщины).

## Известные жители
А. И. Черепанов (1913—1986) — советский учёный-колеоптеролог, уроженец Картухая.